# Emeraconart Cottage

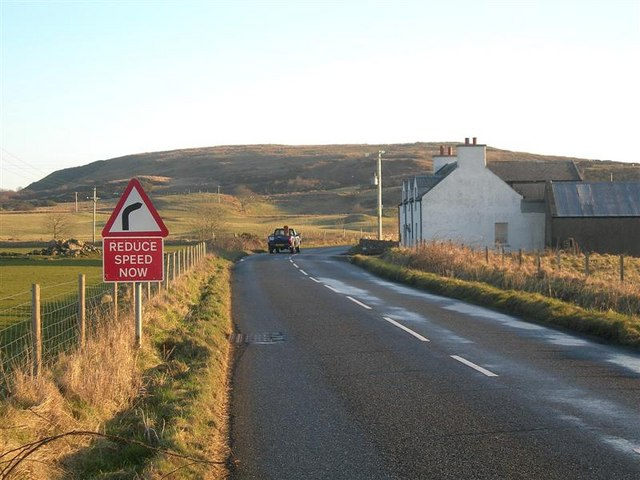
Emeraconart Cottage aus westlicher Richtung

Emeraconart Cottage ist ein Gebäude nahe der Ortschaft Esknish auf der schottischen Hebrideninsel Islay. Es liegt wenige hundert Meter westlich Esknish direkt an der A846 auf ihrem Weg von Bridgend nach Ballygrant. Nahe der Rückseite des Gebäudes vereinen sich die beiden Quellflüsse des Sorn, die aus den Seen Loch Ballygrant und Loch Finlaggan abfließen. Emeranconart Cottage liegt isoliert und ist eine der wenigen Landmarken in dieser Region der Insel. Am 28. August 1980 wurde Emeranconart Cottage in die schottischen Denkmallisten in der Kategorie C aufgenommen.

## Beschreibung
Das exakte Baudatum von Emeranconart Cottage ist nicht verzeichnet, sodass nur das frühe 19. Jahrhundert als Bauzeitraum angegeben werden kann. Architektonisch entspricht es dem traditionellen schottischen Stil. Es ist einstöckig gebaut und in der traditionellen Harling-Technik verputzt. Zwei Fenster umgeben symmetrisch die mittig in die Front eingelassene Eingangstür. Das Dachgeschoss ist ausgebaut und wird durch drei Dachgauben, die aus der Front hervortreten beleuchtet. Das Gebäude schließt mit einem schiefergedeckten Satteldach ab. Rückwärtig existieren verschiedene Anbauten zur landwirtschaftlichen Nutzung.